# Othon Coubine

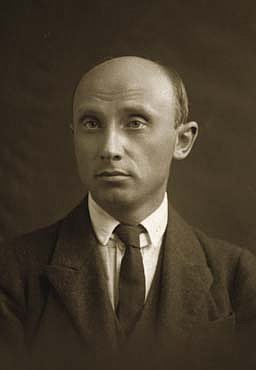
Othon Coubine

Othon Coubine (geboren als Otakar Kubín) (Boskovice, 22 oktober 1883 – Marseille, 7 oktober 1969) was een Tsjechisch-Franse beeldend kunstenaar. Hij was actief als schilder en als beeldhouwer.
Coubine werd geboren in Moravië in het toenmalige Oostenrijk-Hongarije. Hij studeerde aan de academie van Praag (1900-1904) en van Antwerpen. In 1912 vestigde hij zich in Parijs waar hij schilderde in expressionistische en kubistische stijl.